# Atemi Ju-Jitsu
O Atemi Jiu-jítsu é um complexo sistema de defesa pessoal. Sua base de combate são golpes traumáticos (ATEMIS) desferidos sempre em contra ataques. Como a filosofia do praticante de Atemi Jiu-Jítsu é a da não agressão, luta sempre contra golpeando. As esquivas, bloqueios e antecipações, são treinadas exaustivamente.
Técnicas de combate agarrado em pé e no chão, chaves, torções e pinçamentos, também fazem parte do plano de treinamento. Porém, a ênfase está nos Atemis, que compõem 80% da estrutura das aulas.

## O Atemi Ju-Jitsu
Não tem golpes bonitos, plásticos. Estes são simples e diretos. Despe o combate de todos os enfeites. A economia de movimentos é que o torna surpreendente. Seu praticante luta relaxado porem atento. Às vezes confunde o oponente passando fragilidade para atrair um golpe descuidado. Outras vezes intimida com um olhar vazio, sem emoções. Poderá estar estruturado em uma forte base de combate ou totalmente exposto, sem nenhuma posição que leve a identificá-lo como lutador. Procura a conciliação, mas, se tiver que lutar utilizará todos os recursos disponíveis para a proteção da sua integridade física.

## O que é um Atemi?
O golpe, para que tenha o espetacular e desconcertante efeito de um Atemi, deve ser composto de quatro pontos:

1. Utilização da menor área possível de uma das armas naturais do corpo humano.
2. Máxima velocidade.
3. Exato momento do foco.
4. Atingir somente pontos vitais.

## Um atemi eficaz
Não poderá ser aplicado somente com a força da arma que golpeia. Para que o momento do impacto seja firme, consistente, penetrante e ter a capacidade de quebrar partes rígidas como ossos ou, destruir e esmagar as partes moles como cartilagens e tecidos gelatinosos; ombros, quadris e pernas se movimentam arremessando o golpe na direção do ponto a ser atingido.

Todas as explosões musculares possíveis são utilizadas para aumentar velocidade e potência do golpe desferido. No momento exato do impacto, todo o corpo se fecha. A arma natural, apoiado por este espetacular conjunto de movimentos transfere para o alvo uma poderosa e destruidora energia. Tudo acontece em uma fração de segundos. Assim, quem assiste o oponente cair, não saberá descrever o que o atingiu. Tal é a velocidade e o poderio de um ATEMI aplicado no tempo, na técnica e no ponto vital certo.
Atemi É um golpe traumático extremamente forte e preciso. Destaca-se claramente ao atingir o agressor. Pode causar; dor profunda, desmaio ou síncope mortal. Paralisia parcial momentânea ou permanente. ATEMIS são desferidos com uma das armas naturais do corpo humano (cabeça, ombros, cotovelos, joelhos, punhos ou pés). Sempre após desvios e esquivas onde o agressor golpeia o vazio chocandose contra um único e fulminante contragolpe.

## Ensinamentos
A vida moderna nos leva a uma rotina lamentável. Nos afasta do primitivo. Nos torna fracos e artificiais. Vivemos de aparências. Cada vez precisamos de mais. Mais tempo, mais dinheiro, mais festas E gastamos grande parte do nosso tempo atrás desses desejos.

Devemos voltar ao mundo dos sentidos onde conseguimos ver beleza e perfeição nas coisas simples além da emaranhada complexidade. Devemos ver claramente a realidade nua. Ver as coisas como elas realmente são. O bom senso nos aconselha a voltar os olhos para o nosso interior. Devemos retomar nossa densidade. Como os arqueiros Samurais, precisamos de um combate profundo de longo alcance com nós mesmos. "Vence a ti primeiro e vencerás o mundo". Você é seu maior inimigo!
A prática do Atemi Jitsu nos leva a recobrar essa densidade. A princípio, os treinamentos serão repetitivos e mecânicos e levará ao aumento da força muscular. Depois os reflexos serão apurados. Com a persistência virão o aumento da visão periférica e das percepções, a capacidade de prever ações e reações do oponente.

Mas, a grande conquista do mestre é a do aluno conseguir levar o ATEMI para a sua vida. Sua conduta de vida fazendo-o não temer os fortes e a afastarse dos arrogantes e pobres de espírito. O combate ser o último recurso. Conciliar o que puder ser conciliado. Se você tem uma arma poderosa por que usa lá? "Contenho o espírito de agressão. Luto apoiado na razão".